# Single numer jeden w roku 1958 (USA)
Notowanie Billboard Hot 100 przedstawia najlepiej sprzedające się single w Stanach Zjednoczonych. Publikowane jest ono przez magazyn Billboard, a dane kompletowane są przez Nielsen SoundScan w oparciu o cotygodniowe wyniki sprzedaży cyfrowej oraz fizycznej singli, a także częstotliwość emitowania piosenek na antenach stacji radiowych. W 1958 roku obowiązywały trzy wyznaczniki:
- Best Sellers in Stores – najlepiej sprzedające się single w sklepach
- Most Played by Jockeys – utwory grane najwięcej przez radio "Jockeys" na terenie USA
- Top 100 – wczesna wersja późniejszej listy Hot 100, pierwsza lista zawierająca wyniki sprzedaży oraz airplay

## Historia notowania

### Okres przed Hot 100
| Data publikacji | Best Sellers in Stores                                      | Most Played by Jockeys                                      | Top 100                                         |
| --------------- | ----------------------------------------------------------- | ----------------------------------------------------------- | ----------------------------------------------- |
| 6 stycznia      | "At the Hop" Danny and the Juniors                          | "April Love" Pat Boone                                      | "At the Hop" Danny and the Juniors              |
| 13 stycznia     | "At the Hop" Danny and the Juniors                          | "April Love" Pat Boone                                      | "At the Hop" Danny and the Juniors              |
| 20 stycznia     | "At the Hop" Danny and the Juniors                          | "April Love" Pat Boone                                      | "At the Hop" Danny and the Juniors              |
| 27 stycznia     | "At the Hop" Danny and the Juniors                          | "April Love" Pat Boone                                      | "At the Hop" Danny and the Juniors              |
| 3 lutego        | "At the Hop" Danny and the Juniors                          | "April Love" Pat Boone                                      | "At the Hop" Danny and the Juniors              |
| 10 lutego       | "Don’t"/"I Beg of You" Elvis Presley                        | "At the Hop"                                                | "At the Hop" Danny and the Juniors              |
| 17 lutego       | "Don’t"/"I Beg of You" Elvis Presley                        | "Sugartime" The McGuire Sisters                             | "At the Hop" Danny and the Juniors              |
| 24 lutego       | "Don’t"/"I Beg of You" Elvis Presley                        | "Sugartime" The McGuire Sisters                             | "Get a Job" The Silhouettes                     |
| 3 marca         | "Don’t"/"I Beg of You" Elvis Presley                        | "Sugartime" The McGuire Sisters                             | "Get a Job" The Silhouettes                     |
| 10 marca        | "Don’t"/"I Beg of You" Elvis Presley                        | "Sugartime" The McGuire Sisters                             | "Don’t" Elvis Presley                           |
| 17 marca        | "Tequila" The Champs                                        | "Don’t" Elvis Presley                                       | "Tequila" The Champs                            |
| 24 marca        | "Tequila" The Champs                                        | "Catch a Falling Star" Perry Como                           | "Tequila" The Champs                            |
| 31 marca        | "Tequila" The Champs                                        | "Tequila" The Champs                                        | "Tequila" The Champs                            |
| 7 kwietnia      | "Tequila" The Champs                                        | "Tequila" The Champs                                        | "Tequila" The Champs                            |
| 14 kwietnia     | "Tequila" The Champs                                        | "He's Got the Whole World in His Hands" Laurie London       | "Tequila" The Champs                            |
| 21 kwietnia     | "Twilight Time" The Platters                                | "He's Got the Whole World in His Hands" Laurie London       | "Twilight Time" The Platters                    |
| 28 kwietnia     | "Witch Doctor" David Seville                                | "He's Got the Whole World in His Hands" Laurie London       | "Witch Doctor" David Seville                    |
| 5 maja          | "Witch Doctor" David Seville                                | "He's Got the Whole World in His Hands" Laurie London       | "Witch Doctor" David Seville                    |
| 12 maja         | "All I Have to Do Is Dream"/"Claudette" The Everly Brothers | "Twilight Time" The Platters                                | "Witch Doctor" David Seville                    |
| 19 maja         | "All I Have to Do Is Dream"/"Claudette" The Everly Brothers | "All I Have to Do Is Dream" The Everly Brothers             | "All I Have to Do Is Dream" The Everly Brothers |
| 26 maja         | "All I Have to Do Is Dream"/"Claudette" The Everly Brothers | "All I Have to Do Is Dream" The Everly Brothers             | "All I Have to Do Is Dream" The Everly Brothers |
| 2 czerwca       | "All I Have to Do Is Dream"/"Claudette" The Everly Brothers | "All I Have to Do Is Dream" The Everly Brothers             | "All I Have to Do Is Dream" The Everly Brothers |
| 9 czerwca       | "Purple People Eater" Sheb Wooley                           | "All I Have to Do Is Dream"/"Claudette" The Everly Brothers | "Purple People Eater" Sheb Wooley               |
| 16 czerwca      | "Purple People Eater" Sheb Wooley                           | "All I Have to Do Is Dream"/"Claudette" The Everly Brothers | "Purple People Eater" Sheb Wooley               |
| 23 czerwca      | "Purple People Eater" Sheb Wooley                           | "Purple People Eater" Sheb Wooley                           | "Purple People Eater" Sheb Wooley               |
| 30 czerwca      | "Purple People Eater" Sheb Wooley                           | "Purple People Eater" Sheb Wooley                           | "Purple People Eater" Sheb Wooley               |
| 7 lipca         | "Purple People Eater" Sheb Wooley                           | "Purple People Eater" Sheb Wooley                           | "Purple People Eater" Sheb Wooley               |
| 14 lipca        | "Purple People Eater" Sheb Wooley                           | "Purple People Eater" Sheb Wooley                           | "Purple People Eater" Sheb Wooley               |
| 21 lipca        | "Hard Headed Woman"/"Don’t Ask Me Why" Elvis Presley        | "Hard Headed Woman" Elvis Presley                           | "Yakety Yak" The Coasters                       |
| 28 lipca        | "Hard Headed Woman"/"Don’t Ask Me Why" Elvis Presley        | "Patricia" Perez Prado                                      | "Patricia" Perez Prado                          |

### Hot 100
| Data publikacji | Piosenka                                      | Artysta                                 | Źr.    |
| --------------- | --------------------------------------------- | --------------------------------------- | ------ |
| 4 sierpnia      | "Poor Little Fool"                            | Ricky Nelson                            | [ 4 ]  |
| 11 sierpnia     | "Poor Little Fool"                            | Ricky Nelson                            | [ 5 ]  |
| 18 sierpnia     | "Volare"                                      | Domenico Modugno                        | [ 6 ]  |
| 25 sierpnia     | "Little Star"                                 | The Elegants                            | [ 7 ]  |
| 1 września      | "Volare"                                      | Domenico Modugno                        | [ 8 ]  |
| 8 września      | "Volare"                                      | Domenico Modugno                        | [ 9 ]  |
| 15 września     | "Volare"                                      | Domenico Modugno                        | [ 10 ] |
| 22 września     | "Volare"                                      | Domenico Modugno                        | [ 11 ] |
| 29 września     | "It's All in the Game"                        | Tommy Edwards                           | [ 12 ] |
| 6 października  | "It's All in the Game"                        | Tommy Edwards                           | [ 13 ] |
| 13 października | "It's All in the Game"                        | Tommy Edwards                           | [ 14 ] |
| 20 października | "It's All in the Game"                        | Tommy Edwards                           | [ 13 ] |
| 27 października | "It's All in the Game"                        | Tommy Edwards                           | [ 15 ] |
| 3 listopada     | "It's All in the Game"                        | Tommy Edwards                           | [ 16 ] |
| 10 listopada    | "It's Only Make Believe"                      | Conway Twitty                           | [ 17 ] |
| 17 listopada    | "Tom Dooley"                                  | The Kingston Trio                       | [ 18 ] |
| 24 listopada    | "It's Only Make Believe"                      | Conway Twitty                           | [ 19 ] |
| 1 grudnia       | "To Know Him Is to Love Him"                  | The Teddy Bears                         | [ 20 ] |
| 8 grudnia       | "To Know Him Is to Love Him"                  | The Teddy Bears                         | [ 21 ] |
| 15 grudnia      | "To Know Him Is to Love Him"                  | The Teddy Bears                         | [ 22 ] |
| 22 grudnia      | "The Chipmunk Song (Christmas Don’t Be Late)" | David Seville, gościnnie: The Chipmunks | [ 23 ] |
| 29 grudnia      | "The Chipmunk Song (Christmas Don’t Be Late)" | David Seville, gościnnie: The Chipmunks | [ 24 ] |